# Open di Francia 2014
L'Open di Francia 2014 (conosciuto anche come Roland Garros) è un torneo di tennis giocato sulla terra rossa. È stata la 113ª edizione dell'Open di Francia, e la seconda prova del Grande Slam dell'anno. Si è giocato allo Stade Roland Garros di Parigi, in Francia, dal 25 maggio all'8 giugno 2014. I detentori del titolo del singolare maschile e femminile erano rispettivamente lo spagnolo Rafael Nadal e la statunitense Serena Williams. In campo femminile il titolo è andato alla russa Marija Šarapova che ha sconfitto in finale la rumena Simona Halep, mentre tra gli uomini si è confermato Nadal superando in finale Novak Đoković.

## Sommario
Lo spagnolo Rafael Nadal si è aggiudicato il titolo. Entrato come testa di serie n.1 ha sconfitto lo statunitense Ginepri al primo turno, superato Dominic Thiem al secondo col punteggio 6–2, 6–2, 6–3. Quindi ha vinto sull'argentino Leonardo Mayer e successivamente contro il serbo Dušan Lajović entrambi in 3 set al terzo e quarto turno rispettivamente.
Nei quarti si è scontrato col connazionale David Ferrer, testa di serie n.5, battendolo col punteggio di 4–6, 6–4, 6–0, 6–1, per poi sconfiggere il britannico Andy Murray, testa di serie n.7 in semifinale in tre set, 6–3, 6–2, 6–1.
Nella finale, disputata allo stadio Philippe Chatrier trionfa su Novak Đoković per 3–6, 7–5, 6–2, 6–4.
La russa Marija Šarapova ha vinto il titolo femminile nel singolare, presentandosi al torneo come testa di serie n.7. Dopo aver battuto la connazionale Pervak proveniente dalle qualificazioni al primo turno, ha sconfitto la bulgara Cvetana Pironkova per 7–5, 6–2, l'argentina Paula Ormaechea al turno successivo per 6–0, 6–0 e l'australiana Samantha Stosur per 3–6, 6–4, 6–0.
Nei quarti ha affrontato la spagnola Garbiñe Muguruza superandola per 1–6, 7–5, 6–1, quindi la canadese Eugenie Bouchard prevalendo col punteggio 4–6, 7–5, 6–2. In finale trionfa sulla rumena e testa di serie n.4 Simona Halep per 4–6, 6(5)–7, 6–4.

## Programma del torneo
Il torneo si è svolto in 15 giornate divise in due settimane.

## Tennisti partecipanti ai singolari

### Singolare maschile
| Campione                   | Campione                | Finalista                 | Finalista                  |
| -------------------------- | ----------------------- | ------------------------- | -------------------------- |
| Rafael Nadal               | Rafael Nadal            | Novak Đoković             | Novak Đoković              |
| Semifinalisti              |                         |                           |                            |
| Andy Murray (7)            | Andy Murray (7)         | Ernests Gulbis (18)       | Ernests Gulbis (18)        |
| Eliminati ai quarti        |                         |                           |                            |
| David Ferrer (5)           | Gaël Monfils (23)       | Tomáš Berdych (6)         | Milos Raonic (8)           |
| Eliminati agli ottavi      |                         |                           |                            |
| Dušan Lajović              | Kevin Anderson (19)     | Guillermo García López    | Fernando Verdasco (24)     |
| John Isner (10)            | Roger Federer (4)       | Marcel Granollers         | Jo-Wilfried Tsonga (13)    |
| Eliminati al 3º turno      |                         |                           |                            |
| Leonardo Mayer             | Jack Sock               | Ivo Karlović              | Andreas Seppi (32)         |
| Donald Young               | Fabio Fognini (14)      | Richard Gasquet (12)      | Philipp Kohlschreiber (28) |
| Roberto Bautista Agut (27) | Tommy Robredo (17)      | Radek Štěpánek            | Dmitrij Tursunov (31)      |
| Gilles Simon (29)          | Martin Kližan           | Jerzy Janowicz (22)       | Marin Čilić (25)           |
| Eliminati al 2º turno      |                         |                           |                            |
| Dominic Thiem              | Tejmuraz Gabašvili      | Steve Johnson             | Jürgen Zopp (PR)           |
| Andreas Haider-Maurer (Q)  | Axel Michon (WC)        | Juan Mónaco               | Simone Bolelli (WC)        |
| Adrian Mannarino           | Feliciano López (26)    | Jan-Lennard Struff        | Thomaz Bellucci            |
| Carlos Berlocq             | Pablo Cuevas (PR)       | Denis Istomin             | Marinko Matosevic          |
| Oleksandr Nedovjesov       | Benoît Paire            | Kenny de Schepper         | Michail Kukuškin           |
| Michail Južnyj (15)        | Facundo Bagnis (Q)      | Sam Querrey               | Diego Schwartzman (Q)      |
| Jiří Veselý                | Alejandro González      | Aleksandr Dolhopolov (20) | Robin Haase                |
| Jürgen Melzer              | Jarkko Nieminen         | Tobias Kamke              | Jérémy Chardy              |
| Eliminati al 1º turno      |                         |                           |                            |
| Robby Ginepri (WC)         | Paul-Henri Mathieu (WC) | James Duckworth (Q)       | Vasek Pospisil (30)        |
| Nicolás Almagro (21)       | Laurent Lokoli (Q)      | Federico Delbonis         | Tommy Haas (16)            |
| Grigor Dimitrov (11)       | Daniel Brands           | Bradley Klahn             | Stéphane Robert            |
| Santiago Giraldo           | Lucas Pouille (WC)      | Andrea Arnaboldi (Q)      | Igor Sijsling              |
| Stan Wawrinka (3)          | Lu Yen-hsun             | Dudi Sela                 | Damir Džumhur (Q)          |
| Victor Hănescu             | Albano Olivetti (WC)    | Benjamin Becker           | Andreas Beck (Q)           |
| Bernard Tomić              | Lleyton Hewitt          | Matthew Ebden             | Michaël Llodra (WC)        |
| Pere Riba                  | Serhij Stachovs'kyj     | Dustin Brown              | Andrej Golubev             |
| Peter Polansky (Q)         | Somdev Devvarman        | Alejandro Falla           | Paolo Lorenzi (Q)          |
| James Ward (Q)             | Albert Montañés         | Nicolas Mahut             | Pierre-Hugues Herbert (WC) |
| Pablo Carreño Busta        | Facundo Argüello        | Julien Benneteau          | Łukasz Kubot               |
| Potito Starace (Q)         | Filippo Volandri        | Gastão Elias (Q)          | Lukáš Lacko                |
| Nick Kyrgios (WC)          | Lukáš Rosol             | Michael Russell           | Ante Pavić (Q)             |
| Albert Ramos Viñolas       | Ivan Dodig              | Nikolaj Davydenko         | Kei Nishikori (9)          |
| Édouard Roger-Vasselin     | David Goffin            | Michał Przysiężny         | Víctor Estrella Burgos     |
| Pablo Andújar              | Miloslav Mečíř, Jr. (Q) | Daniel Gimeno Traver      | João Sousa                 |

### Singolare femminile
| Campionessa               | Campionessa                   | Finalista                     | Finalista               |
| ------------------------- | ----------------------------- | ----------------------------- | ----------------------- |
| Marija Šarapova           | Marija Šarapova               | Simona Halep                  | Simona Halep            |
| Semifinaliste             |                               |                               |                         |
| Eugenie Bouchard (18)     | Eugenie Bouchard (18)         | Andrea Petković (28)          | Andrea Petković (28)    |
| Eliminate ai quarti       |                               |                               |                         |
| Garbiñe Muguruza          | Carla Suárez Navarro (14)     | Svetlana Kuznecova (27)       | Sara Errani (10)        |
| Eliminate agli ottavi     |                               |                               |                         |
| Pauline Parmentier (WC)   | Samantha Stosur (19)          | Ajla Tomljanović              | Angelique Kerber (8)    |
| Lucie Šafářová (23)       | Sloane Stephens (15)          | Jelena Janković (6)           | Kiki Bertens (Q)        |
| Eliminate al 3º turno     |                               |                               |                         |
| Anna Karolína Schmiedlová | Mona Barthel                  | Dominika Cibulková (9)        | Paula Ormaechea         |
| Agnieszka Radwańska (3)   | Taylor Townsend (WC)          | Johanna Larsson               | Daniela Hantuchová (31) |
| Petra Kvitová (5)         | Ana Ivanović (11)             | Ekaterina Makarova (22)       | María Teresa Torró Flor |
| Sorana Cîrstea (26)       | Julia Glushko                 | Sílvia Soler Espinosa         | Kristina Mladenovic     |
| Eliminate al 2º turno     |                               |                               |                         |
| Serena Williams (1)       | Venus Williams (29)           | Jaroslava Švedova             | Sabine Lisicki (16)     |
| Tamira Paszek (Q)         | Yvonne Meusburger             | Monica Niculescu              | Cvetana Pironkova       |
| Karolína Plíšková         | Elena Vesnina (32)            | Alizé Cornet (20)             | Timea Bacsinszky (Q)    |
| Flavia Pennetta (12)      | Julia Görges                  | Claire Feuerstein (WC)        | Varvara Lepchenko       |
| Marina Eraković           | Camila Giorgi                 | Casey Dellacqua               | Elina Svitolina         |
| Polona Hercog             | Coco Vandeweghe               | Magdaléna Rybáriková          | Heather Watson          |
| Kurumi Nara               | Teliana Pereira               | Kirsten Flipkens (21)         | Dinah Pfizenmaier       |
| Yanina Wickmayer          | Anastasija Pavljučenkova (24) | Stefanie Vögele               | Alison Riske            |
| Eliminati al 1º turno     |                               |                               |                         |
| Alizé Lim (WC)            | Grace Min (Q)                 | Zheng Jie                     | Belinda Bencic          |
| Roberta Vinci (17)        | Lauren Davis                  | Karin Knapp                   | Fiona Ferro (WC)        |
| Virginie Razzano          | Alison Van Uytvanck           | Amandine Hesse (WC)           | Mónica Puig             |
| Kaia Kanepi (25)          | Romina Oprandi                | Annika Beck                   | Ksenija Pervak (Q)      |
| Zhang Shuai               | Mathilde Johansson (WC)       | Francesca Schiavone           | Christina McHale        |
| Ashleigh Barty (WC)       | Vania King                    | Maryna Zanevs'ka (Q)          | Julija Bejhel'zymer (Q) |
| Patricia Mayr-Achleitner  | Marija Kirilenko              | Michelle Larcher de Brito (Q) | Shahar Peer             |
| Jovana Jakšić             | Ol'ga Govorcova               | Petra Cetkovská               | Katarzyna Piter         |
| Zarina Dijas              | Nadežda Kičenok               | Bojana Jovanovski             | Sofia Shapatava (Q)     |
| Mandy Minella             | Lourdes Domínguez Lino        | Petra Martić                  | Caroline Garcia         |
| Peng Shuai                | Jana Čepelová                 | Iveta Melzer (PR)             | Shelby Rogers           |
| Klára Koukalová (30)      | Urszula Radwańska             | Barbora Záhlavová-Strýcová    | Alisa Klejbanova        |
| Sharon Fichman            | Anna Tatišvili                | Luksika Kumkhum               | Aleksandra Wozniak (Q)  |
| Danka Kovinić (Q)         | Donna Vekić                   | Estrella Cabeza Candela       | Madison Keys            |
| Caroline Wozniacki (13)   | Chanelle Scheepers            | Alexandra Cadanțu             | Kimiko Date-Krumm       |
| Misaki Doi                | Anna-Lena Friedsam            | Mirjana Lučić-Baroni          | Li Na (2)               |

## Qualificazioni e sorteggio
Le qualificazioni si sono svolte fra il 20 e il 24 maggio 2014 in tre turni. Si sono qualificati i vincitori del terzo turno e i lucky loser:
- Per il singolare maschile: Paolo Lorenzi, Peter Polansky, Laurent Lokoli, James Ward, Ante Pavić, Andreas Haider-Maurer, Miloslav Mečíř, Jr., Diego Schwartzman, Simone Bolelli, Damir Džumhur, Facundo Bagnis, Gastão Elias, Andreas Beck, Andrea Arnaboldi, James Duckworth, Potito Starace
- Per il singolare femminile: Grace Min, Heather Watson, Maryna Zanevs'ka, Julija Bejhel'zymer, Danka Kovinić, Aleksandra Wozniak, Kiki Bertens, Ksenija Pervak, Timea Bacsinszky, Sofia Shapatava, Michelle Larcher de Brito, Tamira Paszek

Le wildcard sono state assegnate a:
- Per il singolare maschile: Robby Ginepri, Pierre-Hugues Herbert, Nick Kyrgios, Michaël Llodra, Paul-Henri Mathieu, Axel Michon, Albano Olivetti, Lucas Pouille
- Per il singolare femminile: Ashleigh Barty, Fiona Ferro, Claire Feuerstein, Amandine Hesse, Mathilde Johansson, Alizé Lim, Pauline Parmentier, Taylor Townsend
- Per il doppio maschile: Mathias Bourgue / Paul-Henri Mathieu, Jonathan Eysseric / Marc Gicquel, Pierre-Hugues Herbert / Albano Olivetti, Tristan Lamasine / Laurent Lokoli, Fabrice Martin / Hugo Nys, Gaël Monfils / Josselin Ouanna, Florent Serra / Maxime Teixeira
- Per il doppio femminile: Mona Barthel / Virginie Razzano, Julie Coin / Pauline Parmentier, Alix Collombon / Chloé Paquet, Claire Feuerstein / Alizé Lim, Stéphanie Foretz Gacon / Laura Thorpe, Amandine Hesse / Mathilde Johansson, Irina Ramialison / Constance Sibille
- Per il doppio misto: Julie Coin / Nicolas Mahut, Alizé Cornet / Jonathan Eysseric, Stéphanie Foretz Gacon / Édouard Roger-Vasselin, Amandine Hesse / Michaël Llodra, Mathilde Johansson / Adrian Mannarino, Alizé Lim / Jérémy Chardy

Il sorteggio dei tabelloni principali si è svolto il 23 maggio 2014. Le teste di serie nº 1 dei singolari sono state Rafael Nadal e Serena Williams.

## Calendario

### 25 maggio (1º giorno)
Nella 1ª giornata si sono giocati gli incontri del primo turno dei singolari maschile e femminile in base al programma della giornata
| Incontri sui campi principali                         | Incontri sui campi principali                         | Incontri sui campi principali                         | Incontri sui campi principali                         |
| Incontri sul Court Philippe Chatrier (Campo centrale) | Incontri sul Court Philippe Chatrier (Campo centrale) | Incontri sul Court Philippe Chatrier (Campo centrale) | Incontri sul Court Philippe Chatrier (Campo centrale) |
| Turno                                                 | Vincitore                                             | Perdente                                              | Punteggio                                             |
| ----------------------------------------------------- | ----------------------------------------------------- | ----------------------------------------------------- | ----------------------------------------------------- |
| 1º turno singolare femminile                          | Agnieszka Radwańska [3]                               | Zhang Shuai                                           | 6-3, 6-0                                              |
| 1º turno singolare maschile                           | Roger Federer [4]                                     | Lukáš Lacko                                           | 6-2, 6-4, 6-2                                         |
| 1º turno singolare femminile                          | Serena Williams [1]                                   | Alizé Lim [WC]                                        | 6-2, 6-1                                              |
| 1º turno singolare maschile                           | Jo-Wilfried Tsonga [13]                               | Édouard Roger-Vasselin                                | 7-64, 7-5, 6-2                                        |
| Incontri sul Court Suzanne Lenglen (Grandstand)       |                                                       |                                                       |                                                       |
| Turno                                                 | Vincitore                                             | Perdente                                              | Punteggio                                             |
| 1º turno singolare maschile                           | Milos Raonic [8]                                      | Nick Kyrgios [WC]                                     | 6-3, 7-6(1), 6-3                                      |
| 1º turno singolare femminile                          | Venus Williams [29]                                   | Belinda Bencic                                        | 6-4, 6-1                                              |
| 1º turno singolare maschile                           | John Isner [10]                                       | Pierre-Hugues Herbert                                 | 7-65, 7-64, 7-5                                       |
| 1º turno singolare femminile                          | Angelique Kerber [8]                                  | Katarzyna Piter                                       | 6-3, 6-1                                              |

- Teste di serie eliminate:
  - Singolare maschile: nessuno
  - Singolare femminile:  Kaia Kanepi [25]

### 26 maggio (2º giorno)
Nella 2ª giornata si sono giocati gli incontri del primo turno dei singolari maschile e femminile in base al programma della giornata
| Incontri sui campi principali                         | Incontri sui campi principali                         | Incontri sui campi principali                         | Incontri sui campi principali                         |
| Incontri sul Court Philippe Chatrier (Campo centrale) | Incontri sul Court Philippe Chatrier (Campo centrale) | Incontri sul Court Philippe Chatrier (Campo centrale) | Incontri sul Court Philippe Chatrier (Campo centrale) |
| Turno                                                 | Vincitore                                             | Perdente                                              | Punteggio                                             |
| ----------------------------------------------------- | ----------------------------------------------------- | ----------------------------------------------------- | ----------------------------------------------------- |
| 1º turno singolare femminile                          | Marija Šarapova [7]                                   | Ksenija Pervak [Q]                                    | 6-1, 6-2                                              |
| 1º turno singolare maschile                           | Novak Đoković [2]                                     | João Sousa                                            | 6-1, 6-2, 6-4                                         |
| 1º turno singolare femminile                          | Alizé Cornet [20]                                     | Ashleigh Barty [WC]                                   | 6-2, 6-1                                              |
| 1º turno singolare maschile                           | Guillermo García López                                | Stan Wawrinka [3]                                     | 6-4, 5-7, 6-2, 6-0                                    |
| Incontri sul Court Suzanne Lenglen (Grandstand)       |                                                       |                                                       |                                                       |
| Turno                                                 | Vincitore                                             | Perdente                                              | Punteggio                                             |
| 1º turno singolare femminile                          | Dominika Cibulková [9]                                | Virginie Razzano                                      | 7-5, 6-0                                              |
| 1º turno singolare maschile                           | Gilles Simon [29]                                     | Ante Pavić [Q]                                        | 6-1, 6-1, 6-3                                         |
| 1º turno singolare maschile                           | Rafael Nadal [1]                                      | Robby Ginepri [WC]                                    | 6-0, 6-3, 6-0                                         |
| 1º turno singolare femminile                          | Petra Kvitová [5]                                     | Zarina Dijas                                          | 7-5, 6-2                                              |

- Teste di serie eliminate:
  - Singolare maschile:  Stan Wawrinka [3],  Kei Nishikori [9],  Vasek Pospisil [30]
  - Singolare femminile:  Roberta Vinci [17]

### 27 maggio (3º giorno)
Nella 3ª giornata si sono giocati gli incontri del primo turno dei singolari maschili e femminili e del doppio maschile in base al programma della giornata
| Incontri sui campi principali                         | Incontri sui campi principali                         | Incontri sui campi principali                         | Incontri sui campi principali                         |
| Incontri sul Court Philippe Chatrier (Campo centrale) | Incontri sul Court Philippe Chatrier (Campo centrale) | Incontri sul Court Philippe Chatrier (Campo centrale) | Incontri sul Court Philippe Chatrier (Campo centrale) |
| Turno                                                 | Vincitore                                             | Perdente                                              | Punteggio                                             |
| ----------------------------------------------------- | ----------------------------------------------------- | ----------------------------------------------------- | ----------------------------------------------------- |
| 1º turno singolare femminile                          | Simona Halep [4]                                      | Alisa Klejbanova                                      | 6-0, 6-2                                              |
| 1º turno singolare maschile                           | David Ferrer [5]                                      | Igor Sijsling                                         | 6-4, 6-3, 6-1                                         |
| 1º turno singolare femminile                          | Ana Ivanović [11]                                     | Caroline Garcia                                       | 6-3, 6-1                                              |
| 1º turno singolare maschile                           | Gaël Monfils [23]                                     | Victor Hănescu                                        | 6-2, 4-6, 6-4, 6-2                                    |
| Incontri sul Court Suzanne Lenglen (Grandstand)       |                                                       |                                                       |                                                       |
| Turno                                                 | Vincitore                                             | Perdente                                              | Punteggio                                             |
| 1º turno singolare femminile                          | Kristina Mladenovic                                   | Li Na [2]                                             | 7-5, 3-6, 6-1                                         |
| 1º turno singolare maschile                           | Richard Gasquet [12]                                  | Bernard Tomić                                         | 6-2, 6-1, 7-5                                         |
| 1º turno singolare maschile                           | Andy Murray [7]                                       | Andrej Golubev                                        | 6-1, 6-4, 3-6, 6-3                                    |
| 1º turno singolare femminile                          | Sara Errani [10]                                      | Madison Keys                                          | 7-5, 3-6, 6-1                                         |

- Teste di serie eliminate:
  - Singolare maschile:  Grigor Dimitrov [11],  Tommy Haas [16],  Nicolás Almagro [21]
  - Singolare femminile:  Li Na [2],  Caroline Wozniacki [13],  Klára Koukalová [30]
  - Doppio maschile:  Juan Sebastián Cabal /  Robert Farah [10]

### 28 maggio (4º giorno)
Nella 4ª giornata si sono giocati gli incontri del secondo turno dei singolari maschili e femminili, e del primo turno del doppio maschile e femminile in base al programma della giornata
| Incontri sui campi principali                         | Incontri sui campi principali                         | Incontri sui campi principali                         | Incontri sui campi principali                         |
| Incontri sul Court Philippe Chatrier (Campo centrale) | Incontri sul Court Philippe Chatrier (Campo centrale) | Incontri sul Court Philippe Chatrier (Campo centrale) | Incontri sul Court Philippe Chatrier (Campo centrale) |
| Turno                                                 | Vincitore                                             | Perdente                                              | Punteggio                                             |
| ----------------------------------------------------- | ----------------------------------------------------- | ----------------------------------------------------- | ----------------------------------------------------- |
| 2º turno singolare femminile                          | Anna Schmiedlová                                      | Venus Williams [29]                                   | 2-6, 6-3, 6-4                                         |
| 2º turno singolare maschile                           | Novak Đoković [2]                                     | Jérémy Chardy                                         | 6-2, 6-4, 6-1                                         |
| 2º turno singolare maschile                           | Jo-Wilfried Tsonga [13]                               | Jürgen Melzer                                         | 6-2, 6-3, 6-4                                         |
| 2º turno singolare femminile                          | Marija Šarapova [7]                                   | Cvetana Pironkova                                     | 7-5, 6-2                                              |
| Incontri sul Court Suzanne Lenglen (Grandstand)       |                                                       |                                                       |                                                       |
| Turno                                                 | Vincitore                                             | Perdente                                              | Punteggio                                             |
| 2º turno singolare maschile                           | Gilles Simon [29]                                     | Alejandro González                                    | 6-4, 6-0, 6-2                                         |
| 2º turno singolare femminile                          | Garbiñe Muguruza                                      | Serena Williams [1]                                   | 6-2, 6-2                                              |
| 2º turno singolare maschile                           | Roger Federer [4]                                     | Diego Schwartzman [Q]                                 | 6-3, 6-4, 6-4                                         |
| 2º turno singolare femminile                          | Taylor Townsend [WC]                                  | Alizé Cornet [20]                                     | 6-4, 4-6, 6-4                                         |

- Teste di serie eliminate:
  - Singolare maschile:  Michail Južnyj [15],  Aleksandr Dolhopolov [20]
  - Singolare femminile:  Serena Williams [1],  Flavia Pennetta [12],  Sabine Lisicki [16],  Alizé Cornet [20],  Venus Williams [29],  Elena Vesnina [32]
  - Doppio maschile:  Mariusz Fyrstenberg /  Marcin Matkowski [8]
  - Doppio femminile:  Andrea Hlaváčková /  Lucie Šafářová [9],  Alla Kudrjavceva /  Anastasija Rodionova [10],  Vania King /  Jie Zheng [13]

### 29 maggio (5º giorno)
Nella 5ª giornata si sono giocati gli incontri del secondo turno dei singolari maschile e femminile, del primo turno e secondo turno del doppio maschile ed il primo turno del doppio femminile e doppio misto in base al programma della giornata
| Incontri sui campi principali                         | Incontri sui campi principali                         | Incontri sui campi principali                         | Incontri sui campi principali                         |
| Incontri sul Court Philippe Chatrier (Campo centrale) | Incontri sul Court Philippe Chatrier (Campo centrale) | Incontri sul Court Philippe Chatrier (Campo centrale) | Incontri sul Court Philippe Chatrier (Campo centrale) |
| Turno                                                 | Vincitore                                             | Perdente                                              | Punteggio                                             |
| ----------------------------------------------------- | ----------------------------------------------------- | ----------------------------------------------------- | ----------------------------------------------------- |
| 2º turno singolare femminile                          | Jelena Janković [6]                                   | Kurumi Nara                                           | 7-5, 6-0                                              |
| 2º turno singolare maschile                           | Rafael Nadal [1]                                      | Dominic Thiem                                         | 6-2, 6-2, 6-3                                         |
| 2º turno singolare maschile                           | Richard Gasquet [12]                                  | Carlos Berlocq                                        | 7-64, 6-4, 6-4                                        |
| 2º turno singolare femminile                          | Ana Ivanović [11]                                     | Elina Svitolina                                       | 7-5, 6-2                                              |
| Incontri sul Court Suzanne Lenglen (Grandstand)       |                                                       |                                                       |                                                       |
| Turno                                                 | Vincitore                                             | Perdente                                              | Punteggio                                             |
| 2º turno singolare maschile                           | David Ferrer [5]                                      | Simone Bolelli [Q]                                    | 6-2, 6-3, 6-2                                         |
| 2º turno singolare femminile                          | Kristina Mladenovic                                   | Alison Riske                                          | 7-65, 3-6, 6-3                                        |
| 2º turno singolare femminile                          | Petra Kvitová [5]                                     | Marina Eraković                                       | 6-4, 6-4                                              |
| 2º turno singolare maschile                           | Gaël Monfils [23]                                     | Jan-Lennard Struff                                    | 7-64, 6-4, 6-1                                        |

- Teste di serie eliminate:
  - Singolare maschile:  Feliciano López [26]
  - Singolare femminile:  Kirsten Flipkens [21],  Anastasija Pavljučenkova [24]
  - Doppio maschile:  Rohan Bopanna /  Aisam-ul-Haq Qureshi [6]
  - Doppio femminile:  Julia Görges /  Anna-Lena Grönefeld [8],  Anabel Medina Garrigues /  Jaroslava Švedova [11]
  - Doppio misto:  Květa Peschke /  Marcin Matkowski [4]

### 30 maggio (6º giorno)
Nella 6ª giornata si sono giocati gli incontri del terzo turno dei singolari maschile e femminile, del secondo turno del doppio maschile e femminile ed il primo turno del doppio misto in base al programma della giornata
| Incontri sui campi principali                         | Incontri sui campi principali                         | Incontri sui campi principali                         | Incontri sui campi principali                         |
| Incontri sul Court Philippe Chatrier (Campo centrale) | Incontri sul Court Philippe Chatrier (Campo centrale) | Incontri sul Court Philippe Chatrier (Campo centrale) | Incontri sul Court Philippe Chatrier (Campo centrale) |
| Turno                                                 | Vincitore                                             | Perdente                                              | Punteggio                                             |
| ----------------------------------------------------- | ----------------------------------------------------- | ----------------------------------------------------- | ----------------------------------------------------- |
| 3º turno singolare femminile                          | Ajla Tomljanović                                      | Agnieszka Radwańska [3]                               | 6-4, 6-4                                              |
| 3º turno singolare maschile                           | Roger Federer [4]                                     | Dmitrij Tursunov [31]                                 | 7-5, 67-7, 6-2, 6-4                                   |
| 3º turno singolare femminile                          | Marija Šarapova [7]                                   | Paula Ormaechea                                       | 6-0, 6-0                                              |
| 3º turno singolare maschile                           | Milos Raonic [8]                                      | Gilles Simon [29]                                     | 4-6, 6-3, 2-6, 6-2, 7-5                               |
| Incontri sul Court Suzanne Lenglen (Grandstand)       |                                                       |                                                       |                                                       |
| Turno                                                 | Vincitore                                             | Perdente                                              | Punteggio                                             |
| 3º turno singolare femminile                          | Samantha Stosur [19]                                  | Dominika Cibulková [9]                                | 6-4, 6-4                                              |
| 3º turno singolare maschile                           | Novak Đoković [2]                                     | Marin Čilić [25]                                      | 6-3, 6-2, 62-7, 6-4                                   |
| 3º turno singolare maschile                           | Jo-Wilfried Tsonga [13]                               | Jerzy Janowicz [22]                                   | 6-4, 6-4, 6-3                                         |
| 3º turno singolare femminile                          | Angelique Kerber [8]                                  | Daniela Hantuchová [31]                               | 7-5, 6-3                                              |

- Teste di serie eliminate:
  - Singolare maschile:  Tommy Robredo [17],  Roberto Bautista Agut [27],  Jerzy Janowicz [22],  Marin Čilić [25],  Gilles Simon [29],  Dmitrij Tursunov [31]
  - Singolare femminile:  Agnieszka Radwańska [3],  Dominika Cibulková [9],  Daniela Hantuchová [31]
  - Doppio maschile:  Alexander Peya /  Bruno Soares [2],  David Marrero /  Fernando Verdasco [4],  Treat Conrad Huey /  Dominic Inglot [7],  Eric Butorac /  Raven Klaasen [14],  Pablo Cuevas /  Horacio Zeballos [16]
  - Doppio femminile:  Klára Koukalová /  Monica Niculescu [14]
  - Doppio misto:  Anabel Medina Garrigues /  David Marrero [7]

### 31 maggio (7º giorno)
Nella 7ª giornata si sono giocati gli incontri del terzo turno dei singolari maschile e femminile, del terzo turno del doppio maschile ed il secondo turno del doppio femminile e del doppio misto in base al programma della giornata
| Incontri sui campi principali                         | Incontri sui campi principali                         | Incontri sui campi principali                         | Incontri sui campi principali                         |
| Incontri sul Court Philippe Chatrier (Campo centrale) | Incontri sul Court Philippe Chatrier (Campo centrale) | Incontri sul Court Philippe Chatrier (Campo centrale) | Incontri sul Court Philippe Chatrier (Campo centrale) |
| Turno                                                 | Vincitore                                             | Perdente                                              | Punteggio                                             |
| ----------------------------------------------------- | ----------------------------------------------------- | ----------------------------------------------------- | ----------------------------------------------------- |
| 3º turno singolare femminile                          | Svetlana Kuznecova [27]                               | Petra Kvitová [5]                                     | 63-7, 6-1, 9-7                                        |
| 3º turno singolare maschile                           | Rafael Nadal [1]                                      | Leonardo Mayer                                        | 6-2, 7-5, 6-2                                         |
| 3º turno singolare femminile                          | Andrea Petković [28]                                  | Kristina Mladenovic                                   | 6-4, 4-6, 6-4                                         |
| 3º turno singolare maschile                           | Richard Gasquet [12] vs. Fernando Verdasco [24]       | Richard Gasquet [12] vs. Fernando Verdasco [24]       | 2-6, 3-6, 2-2, sospesa                                |
| Incontri sul Court Suzanne Lenglen (Grandstand)       |                                                       |                                                       |                                                       |
| Turno                                                 | Vincitore                                             | Perdente                                              | Punteggio                                             |
| 3º turno singolare femminile                          | Sloane Stephens [15]                                  | Ekaterina Makarova [22]                               | 6-3, 6-4                                              |
| 3º turno singolare femminile                          | Lucie Šafářová [23]                                   | Ana Ivanović [11]                                     | 6-3, 6-3                                              |
| 3º turno singolare maschile                           | Gaël Monfils [23]                                     | Fabio Fognini [14]                                    | 5-7, 6-2, 6-4, 0-6, 6-2                               |
| 3º turno singolare maschile                           | Philipp Kohlschreiber [28] vs. Andy Murray [7]        | Philipp Kohlschreiber [28] vs. Andy Murray [7]        | 6-3, 3-6, 3-6, 6-4, 7-7, sospesa                      |

- Teste di serie eliminate:
  - Singolare maschile:  Andreas Seppi [32],  Fabio Fognini [14]
  - Singolare femminile:  Petra Kvitová [5],  Ana Ivanović [11],  Ekaterina Makarova [22],  Sorana Cîrstea [27]
  - Doppio maschile:  Jean-Julien Rojer /  Horia Tecău [13],  Jamie Murray /  John Peers [15]
  - Doppio femminile:  Ekaterina Makarova /  Elena Vesnina [3],  Raquel Kops-Jones /  Abigail Spears [6]
  - Doppio misto:  Abigail Spears /  Alexander Peya [1]

### 1º giugno (8º giorno)
Nell'8ª giornata si sono giocati gli incontri del quarto turno dei singolari maschile e femminile, del terzo turno del doppio maschile e femminile ed il secondo turno del doppio misto in base al programma della giornata
| Incontri sui campi principali                         | Incontri sui campi principali                         | Incontri sui campi principali                         | Incontri sui campi principali                         |
| Incontri sul Court Philippe Chatrier (Campo centrale) | Incontri sul Court Philippe Chatrier (Campo centrale) | Incontri sul Court Philippe Chatrier (Campo centrale) | Incontri sul Court Philippe Chatrier (Campo centrale) |
| Turno                                                 | Vincitore                                             | Perdente                                              | Punteggio                                             |
| ----------------------------------------------------- | ----------------------------------------------------- | ----------------------------------------------------- | ----------------------------------------------------- |
| 4º turno singolare femminile                          | Eugenie Bouchard [18]                                 | Angelique Kerber [8]                                  | 6-1, 6-2                                              |
| 3º turno singolare maschile                           | Fernando Verdasco [24]                                | Richard Gasquet [12]                                  | 6-3, 6-2, 6-3                                         |
| 4º turno singolare maschile                           | Ernests Gulbis [18]                                   | Roger Federer [4]                                     | 65-7, 7-63, 6-2, 4-6, 6-3                             |
| 4º turno singolare maschile                           | Novak Đoković [2]                                     | Jo-Wilfried Tsonga [13]                               | 6-1, 6-4, 6-1                                         |
| 4º turno singolare femminile                          | Garbiñe Muguruza                                      | Pauline Parmentier [WC]                               | 6-4, 6-2                                              |
| Incontri sul Court Suzanne Lenglen (Grandstand)       |                                                       |                                                       |                                                       |
| Turno                                                 | Vincitore                                             | Perdente                                              | Punteggio                                             |
| 4º turno singolare maschile                           | Tomáš Berdych [6]                                     | John Isner [10]                                       | 6-4, 6-4, 6-4                                         |
| 3º turno singolare maschile                           | Andy Murray [7]                                       | Philipp Kohlschreiber [28]                            | 3-6, 6-3, 6-3, 4-6, 12-10                             |
| 4º turno singolare femminile                          | Carla Suárez Navarro [14]                             | Ajla Tomljanović                                      | 6-3, 6-3                                              |
| 4º turno singolare maschile                           | Milos Raonic [8]                                      | Marcel Granollers                                     | 6-3, 6-3, 6-3                                         |
| 4º turno singolare femminile                          | Marija Šarapova [7]                                   | Samantha Stosur [19]                                  | 3-6, 6-4, 6-0                                         |

- Teste di serie eliminate:
  - Singolare maschile:  Roger Federer [4],  John Isner [10],  Richard Gasquet [12],  Jo-Wilfried Tsonga [13],  Philipp Kohlschreiber [28]
  - Singolare femminile:  Angelique Kerber [8],  Samantha Stosur [19]
  - Doppio maschile:  Michaël Llodra /  Nicolas Mahut [5]
  - Doppio femminile:  Liezel Huber /  Lisa Raymond [15]
  - Doppio misto:  Katarina Srebotnik /  Rohan Bopanna [2],  Lucie Hradecká /  Mariusz Fyrstenberg [6]

### 2 giugno (9º giorno)
Nella 9ª giornata si sono giocati gli incontri del quarto turno dei singolari maschile e femminile, del terzo turno del doppio femminile ed i quarti di finale del doppio maschile e del doppio misto in base al programma della giornata
| Incontri sui campi principali                         | Incontri sui campi principali                         | Incontri sui campi principali                         | Incontri sui campi principali                         |
| Incontri sul Court Philippe Chatrier (Campo centrale) | Incontri sul Court Philippe Chatrier (Campo centrale) | Incontri sul Court Philippe Chatrier (Campo centrale) | Incontri sul Court Philippe Chatrier (Campo centrale) |
| Turno                                                 | Vincitore                                             | Perdente                                              | Punteggio                                             |
| ----------------------------------------------------- | ----------------------------------------------------- | ----------------------------------------------------- | ----------------------------------------------------- |
| 4º turno singolare femminile                          | Andrea Petković [28]                                  | Kiki Bertens [Q]                                      | 1-6, 6-2, 7-5                                         |
| 4º turno singolare maschile                           | Rafael Nadal [1]                                      | Dušan Lajović [WC]                                    | 6-1, 6-2, 6-1                                         |
| 4º turno singolare femminile                          | Simona Halep [4]                                      | Sloane Stephens [15]                                  | 6-4, 6-3                                              |
| 4º turno singolare maschile                           | Gaël Monfils [23]                                     | Guillermo García López                                | 6-0, 6-2, 7-5                                         |
| Incontri sul Court Suzanne Lenglen (Grandstand)       |                                                       |                                                       |                                                       |
| Turno                                                 | Vincitore                                             | Perdente                                              | Punteggio                                             |
| 4º turno singolare maschile                           | David Ferrer [5]                                      | Kevin Anderson [19]                                   | 6-3, 6-3, 65-7, 6-1                                   |
| 4º turno singolare femminile                          | Sara Errani [10]                                      | Jelena Janković [6]                                   | 7-65, 6-2                                             |
| 4º turno singolare maschile                           | Andy Murray [7]                                       | Fernando Verdasco [24]                                | 6-4, 7-5, 7-63                                        |

- Teste di serie eliminate:
  - Singolare maschile:  Kevin Anderson [19],  Fernando Verdasco [24]
  - Singolare femminile:  Jelena Janković [6],  Sloane Stephens [15],  Lucie Šafářová [23]
  - Doppio maschile:  Bob Bryan /  Mike Bryan [1],  Daniel Nestor /  Nenad Zimonjić [3]
  - Doppio femminile:  Flavia Pennetta /  Kristina Mladenovic [12]

### 3 giugno (10º giorno)
Nella 10ª giornata si sono giocati gli incontri dei quarti di finale dei singolari maschile e femminile, del doppio maschile e femminile, e del doppio misto in base al programma della giornata
| Incontri sui campi principali                         | Incontri sui campi principali                         | Incontri sui campi principali                         | Incontri sui campi principali                         |
| Incontri sul Court Philippe Chatrier (Campo centrale) | Incontri sul Court Philippe Chatrier (Campo centrale) | Incontri sul Court Philippe Chatrier (Campo centrale) | Incontri sul Court Philippe Chatrier (Campo centrale) |
| Turno                                                 | Vincitore                                             | Perdente                                              | Punteggio                                             |
| ----------------------------------------------------- | ----------------------------------------------------- | ----------------------------------------------------- | ----------------------------------------------------- |
| Quarti di finale singolare femminile                  | Marija Šarapova [7]                                   | Garbiñe Muguruza                                      | 1-6, 7-5, 6-1                                         |
| Quarti di finale singolare maschile                   | Novak Đoković [2]                                     | Milos Raonic [8]                                      | 7-5, 7-65, 6-4                                        |
| Incontri sul Court Suzanne Lenglen (Grandstand)       |                                                       |                                                       |                                                       |
| Turno                                                 | Vincitore                                             | Perdente                                              | Punteggio                                             |
| Quarti di finale singolare femminile                  | Eugenie Bouchard [18]                                 | Carla Suárez Navarro [14]                             | 7-64, 2-6, 7-5                                        |
| Quarti di finale singolare maschile                   | Ernests Gulbis [18]                                   | Tomáš Berdych [6]                                     | 6-3, 6-2, 6-4                                         |

- Teste di serie eliminate:
  - Singolare maschile:  Tomáš Berdych [6],  Milos Raonic [8]
  - Singolare femminile:  Carla Suárez Navarro [14]
  - Doppio maschile:  Łukasz Kubot /  Robert Lindstedt [9]
  - Doppio femminile:  Cara Black /  Sania Mirza [5],  Ashleigh Barty /  Casey Dellacqua [7]
  - Doppio misto:  Kristina Mladenovic /  Daniel Nestor [5]

### 4 giugno (11º giorno)
Nell'11ª giornata si sono giocati gli incontri dei quarti di finale dei singolari maschile e femminile, e del doppio femminile, e le semifinali del doppio misto in base al programma della giornata
| Incontri sui campi principali                         | Incontri sui campi principali                         | Incontri sui campi principali                         | Incontri sui campi principali                         |
| Incontri sul Court Philippe Chatrier (Campo centrale) | Incontri sul Court Philippe Chatrier (Campo centrale) | Incontri sul Court Philippe Chatrier (Campo centrale) | Incontri sul Court Philippe Chatrier (Campo centrale) |
| Turno                                                 | Vincitore                                             | Perdente                                              | Punteggio                                             |
| ----------------------------------------------------- | ----------------------------------------------------- | ----------------------------------------------------- | ----------------------------------------------------- |
| Quarti di finale singolare femminile                  | Andrea Petković [28]                                  | Sara Errani [10]                                      | 6-2, 6-2                                              |
| Quarti di finale singolare maschile                   | Andy Murray [7]                                       | Gaël Monfils [23]                                     | 6-1, 6-4, 4-6, 1-6, 6-0                               |
| Incontri sul Court Suzanne Lenglen (Grandstand)       |                                                       |                                                       |                                                       |
| Turno                                                 | Vincitore                                             | Perdente                                              | Punteggio                                             |
| Quarti di finale singolare femminile                  | Simona Halep [4]                                      | Svetlana Kuznecova [27]                               | 6-2, 6-2                                              |
| Quarti di finale singolare maschile                   | Rafael Nadal [1]                                      | David Ferrer [5]                                      | 4-6, 6-4, 6-0, 6-1                                    |

- Teste di serie eliminate:
  - Singolare maschile:  David Ferrer [5],  Gaël Monfils [23]
  - Singolare femminile:  Sara Errani [10],  Svetlana Kuznecova [27]
  - Doppio femminile:  Květa Peschke /  Katarina Srebotnik [4],  Marina Eraković /  Arantxa Parra Santonja [16]
  - Doppio misto:  Jaroslava Švedova /  Bruno Soares [3]

### 5 giugno (12º giorno)
Nella 12ª giornata si sono giocati gli incontri delle semifinali femminili, e del doppio maschile e la finale del doppio misto in base al programma della giornata
| Incontri sui campi principali                         | Incontri sui campi principali                         | Incontri sui campi principali                         | Incontri sui campi principali                         |
| Incontri sul Court Philippe Chatrier (Campo centrale) | Incontri sul Court Philippe Chatrier (Campo centrale) | Incontri sul Court Philippe Chatrier (Campo centrale) | Incontri sul Court Philippe Chatrier (Campo centrale) |
| Turno                                                 | Vincitore                                             | Perdente                                              | Punteggio                                             |
| ----------------------------------------------------- | ----------------------------------------------------- | ----------------------------------------------------- | ----------------------------------------------------- |
| Finale doppio misto                                   | Anna-Lena Grönefeld Jean-Julien Rojer                 | Julia Görges [8] Nenad Zimonjić [8]                   | 4-6, 6-2, [10-7]                                      |
| Semifinale singolare femminile                        | Marija Šarapova [7]                                   | Eugenie Bouchard [18]                                 | 4-6, 7-5, 6-2                                         |
| Semifinale singolare femminile                        | Simona Halep [4]                                      | Andrea Petković [28]                                  | 6-2, 7-64                                             |
| Incontri sul Court Suzanne Lenglen (Grandstand)       |                                                       |                                                       |                                                       |
| Turno                                                 | Vincitore                                             | Perdente                                              | Punteggio                                             |
| Doppio leggende femminile                             | Kim Clijsters Martina Navrátilová                     | Iva Majoli Anastasija Myskina                         | 6-2, 4-6, [10-8]                                      |
| Doppio leggende over 45                               | Mikael Pernfors Mats Wilander                         | Mansour Bahrami Cédric Pioline                        | 6-2, 6-4                                              |
| Semifinale doppio maschile                            | Marcel Granollers [12] Marc López [12]                | Marin Draganja Florin Mergea                          | 6-3, 1-6, 6-3                                         |
| Semifinale doppio maschile                            | Julien Benneteau [11] Édouard Roger-Vasselin [11]     | Andrej Golubev Samuel Groth                           | 3-6, 6-3, 6-4                                         |

- Teste di serie eliminate:
  - Singolare femminile:  Eugenie Bouchard [18],  Andrea Petković [28]
  - Doppio misto:  Julia Görges /  Nenad Zimonjić [8]

### 6 giugno (13º giorno)
Nella 13ª giornata si sono giocati gli incontri delle semifinali femminili, e del doppio maschile e la finale del doppio misto in base al programma della giornata
| Incontri sui campi principali                         | Incontri sui campi principali                         | Incontri sui campi principali                         | Incontri sui campi principali                         |
| Incontri sul Court Philippe Chatrier (Campo centrale) | Incontri sul Court Philippe Chatrier (Campo centrale) | Incontri sul Court Philippe Chatrier (Campo centrale) | Incontri sul Court Philippe Chatrier (Campo centrale) |
| Turno                                                 | Vincitore                                             | Perdente                                              | Punteggio                                             |
| ----------------------------------------------------- | ----------------------------------------------------- | ----------------------------------------------------- | ----------------------------------------------------- |
| Semifinale singolare maschile                         | Novak Đoković [2]                                     | Ernests Gulbis [18]                                   | 6-3, 6-3,3-6,6-3                                      |
| Semifinale singolare maschile                         | Rafael Nadal [1]                                      | Andy Murray [7]                                       | 6-3,6-2,6-1                                           |
| Incontri sul Court Suzanne Lenglen (Grandstand)       |                                                       |                                                       |                                                       |
| Turno                                                 | Vincitore                                             | Perdente                                              | Punteggio                                             |
| Doppio leggende over 45                               | Pat Cash Paul Haarhuis                                | Guy Forget Henri Leconte                              | 6-3, 7-63                                             |
| Semifinale doppio femminile                           | Hsieh Su-wei [1] Peng Shuai [1]                       | Garbiñe Muguruza Carla Suárez Navarro                 | 6-2, 5-7, 6-2                                         |
| Semifinale doppio femminile                           | Sara Errani [2] Roberta Vinci [2]                     | Lucie Hradecká Michaëlla Krajicek                     | 6-2, 6-1                                              |

- Teste di serie eliminate:
  - Singolare maschile:  Andy Murray [7],  Ernests Gulbis [18]

### 7 giugno (14º giorno)
Nella 14ª giornata si sono giocate le finali del singolare femminile e del doppio maschile, in base al programma della giornata

#### Statistiche della finale femminile
| 7 giugno 2014 15:00 Finale femminile | Marija Šarapova (7) | 2 – 1 6-4, 65-7, 6-4 | Simona Halep (4) | Court Philippe Chatrier, Parigi spettatori: 15.000 Giudice di sedia: Kader Nouni |

|     |                         |     |  |
| 64% | Prime di servizio       | 64% |  |
|     |                         |     |  |
| 12  | Doppi falli             | 4   |  |
|     |                         |     |  |
| 52  | Errori gratuiti         | 31  |  |
|     |                         |     |  |
| 46  | Vincenti                | 20  |  |
|     |                         |     |  |
| 3   | Aces                    | 1   |  |
|     |                         |     |  |
| 61% | Vincenti 1ª di servizio | 57% |  |
|     |                         |     |  |
| 39% | Vincenti 2ª di servizio | 30% |  |
|     |                         |     |  |
| 120 | Punti totali            | 107 |  |
|     |                         |     |  |
|     |                         |     |  |

| Incontri sui campi principali                         | Incontri sui campi principali                         | Incontri sui campi principali                         | Incontri sui campi principali                         |
| Incontri sul Court Philippe Chatrier (Campo centrale) | Incontri sul Court Philippe Chatrier (Campo centrale) | Incontri sul Court Philippe Chatrier (Campo centrale) | Incontri sul Court Philippe Chatrier (Campo centrale) |
| Turno                                                 | Vincitore                                             | Perdente                                              | Punteggio                                             |
| ----------------------------------------------------- | ----------------------------------------------------- | ----------------------------------------------------- | ----------------------------------------------------- |
| Finale singolare femminile                            | Marija Šarapova [7]                                   | Simona Halep [4]                                      | 6-4, 65-7, 6-4                                        |
| Finale doppio maschile                                | Julien Benneteau [11] Édouard Roger-Vasselin [11]     | Marcel Granollers [12] Marc López [12]                | 6-3, 7-6(1)                                           |
| Incontri sul Court Suzanne Lenglen (Grandstand)       |                                                       |                                                       |                                                       |
| Turno                                                 | Vincitore                                             | Perdente                                              | Punteggio                                             |
| Finale doppio leggende femminile                      | Kim Clijsters Martina Navrátilová                     | Nathalie Dechy Sandrine Testud                        | 5-7, 7-5, [10-7]                                      |
| Doppio leggende over 45                               | John McEnroe Patrick McEnroe                          | Pat Cash Paul Haarhuis                                | 6-4, 6-2                                              |

- Teste di serie eliminate:
  - Singolare femminile:  Simona Halep [4]
  - Doppio maschile:  Marcel Granollers /  Marc López [12]

### 8 giugno (15º giorno)
Nella 15ª giornata si sono giocate le finali del singolare maschile e del doppio femminile, in base al programma della giornata

#### Statistiche della finale maschile
| 8 giugno 2014 15:00 Finale maschile | Rafael Nadal (1) | 3 – 1 3-6, 7-5, 6-2, 6-4 | Novak Đoković (2) | Court Philippe Chatrier, Parigi spettatori: 15.000 Giudice di sedia: Pascal Maria |

|     |                         |     |  |
| 70% | Prime di servizio       | 65% |  |
|     |                         |     |  |
| 4   | Doppi falli             | 3   |  |
|     |                         |     |  |
| 38  | Errori gratuiti         | 49  |  |
|     |                         |     |  |
| 44  | Vincenti                | 43  |  |
|     |                         |     |  |
| 3   | Aces                    | 11  |  |
|     |                         |     |  |
| 73% | Vincenti 1ª di servizio | 72% |  |
|     |                         |     |  |
| 50% | Vincenti 2ª di servizio | 36% |  |
|     |                         |     |  |
| 130 | Punti totali            | 116 |  |
|     |                         |     |  |
|     |                         |     |  |

| Incontri sui campi principali                         | Incontri sui campi principali                         | Incontri sui campi principali                         | Incontri sui campi principali                         |
| Incontri sul Court Philippe Chatrier (Campo centrale) | Incontri sul Court Philippe Chatrier (Campo centrale) | Incontri sul Court Philippe Chatrier (Campo centrale) | Incontri sul Court Philippe Chatrier (Campo centrale) |
| Turno                                                 | Vincitore                                             | Perdente                                              | Punteggio                                             |
| ----------------------------------------------------- | ----------------------------------------------------- | ----------------------------------------------------- | ----------------------------------------------------- |
| Finale doppio femminile                               | Hsieh Su-wei [1] Peng Shuai [1]                       | Sara Errani [2] Roberta Vinci [2]                     | 6-4, 6-1                                              |
| Finale singolare maschile                             | Rafael Nadal [1]                                      | Novak Đoković [2]                                     | 3-6, 7-5, 6-2, 6-4                                    |
| Incontri sul Court Suzanne Lenglen (Grandstand)       |                                                       |                                                       |                                                       |
| Turno                                                 | Vincitore                                             | Perdente                                              | Punteggio                                             |
| Finale doppio leggende under 45                       | Mansour Bahrami Fabrice Santoro                       | Arnaud Clément Nicolas Escudé                         | 6-2, 2-6, [11-9]                                      |
| Finale doppio leggende over 45                        | John McEnroe Patrick McEnroe                          | Andrés Gómez Mark Woodforde                           | 4-6, 7-5, [10-7]                                      |

- Teste di serie eliminate:
  - Singolare maschile:  Novak Đoković [2]
  - Doppio femminile:  Sara Errani /  Roberta Vinci [2]

## Seniors

### Singolare maschile
Rafael Nadal ha sconfitto in finale  Novak Đoković con il punteggio di 3–6, 7–5, 6–2, 6–4.
- È il sessantaquattresimo titolo in carriera per Nadal, il quarto nel 2014, il quattordicesimo Slam, il nono a Parigi.

### Singolare femminile
Marija Šarapova ha sconfitto in finale  Simona Halep col punteggio di 6–4, 6(5)–7, 6–4.
- Per la tennista russa, è il quinto titolo di un torneo dello slam, il secondo a Parigi.

### Doppio maschile
Julien Benneteau /  Édouard Roger-Vasselin hanno sconfitto in finale  Marcel Granollers /  Marc López con il punteggio di 6–3, 7–6(1).
- Per i tennisti francesi è il secondo titolo conquistato insieme ed il primo titolo dello slam in carriera.

### Doppio femminile
Hsieh Su-wei /  Peng Shuai hanno sconfitto in finale  Sara Errani /  Roberta Vinci con il punteggio di 6–4, 6–1.
- Per la coppia è il secondo Slam vinto in carriera.

### Doppio misto
Anna-Lena Grönefeld /  Jean-Julien Rojer hanno sconfitto in finale  Julia Görges /  Nenad Zimonjić con il punteggio di 4–6, 6–2, [10–7].

## Junior

### Singolare ragazzi
Andrej Rublëv ha sconfitto in finale  Jaume Antoni Munar Clar con il punteggio di 6–2, 7–5.

### Singolare ragazze
Darʹja Kasatkina ha sconfitto in finale  Ivana Jorović con il punteggio di 6(5)–7, 6–2, 6–3.

### Doppio ragazzi
Benjamin Bonzi /  Quentin Halys hanno sconfitto in finale  Lucas Miedler /  Akira Santillan con il punteggio di 6–3, 6–3.

### Doppio ragazze
Ioana Ducu /  Ioana Loredana Roșca hanno sconfitto in finale  Catherine Bellis /  Markéta Vondroušová con il punteggio di 6–1, 5–7, [11–9].

## Tennisti in carrozzina

### Singolare maschile carrozzina
Shingo Kunieda ha sconfitto in finale  Stéphane Houdet con il punteggio di 6–4, 6–1.

### Singolare femminile carrozzina
Yui Kamiji ha sconfitto in finale  Aniek van Koot con il punteggio di 7–6(7), 6–4.

### Doppio maschile carrozzina
Joachim Gérard /  Stéphane Houdet hanno sconfitto in finale  Gustavo Fernández /  Nicolas Peifer con il punteggio di 4–6, 6–3, [11–9].

### Doppio femminile carrozzina
Yui Kamiji /  Jordanne Whiley hanno sconfitto in finale  Jiske Griffioen /  Aniek van Koot con il punteggio di 7–6(3), 3–6, [10–8].

## Leggende

### Doppio leggende under 45
Mansour Bahrami /  Fabrice Santoro hanno sconfitto in finale  Arnaud Clément /  Nicolas Escudé con il punteggio di 6–2, 2–6, [11–9].

### Doppio leggende over 45
John McEnroe /  Patrick McEnroe hanno sconfitto in finale  Andrés Gómez /  Mark Woodforde con il punteggio di 4–6, 7–5, [10–7].

### Doppio leggende femminile
Kim Clijsters e  Martina Navrátilová hanno sconfitto in finale  Nathalie Dechy e  Sandrine Testud col punteggio di 5–7, 7–5, [10–7].

## Teste di serie nel singolare
La seguente tabella illustra le teste di serie dei tornei di singolare. assegnate in base al ranking del 19 maggio 2014. i giocatori che non hanno partecipato per infortunio. quelli che sono stati eliminati. e i loro punteggi nelle classifiche ATP e WTA al 26 maggio 2014.
| Legenda                    |
| -------------------------- |
| Vincitore                  |
| Finalista                  |
| Semifinalista              |
| Quarti di finale           |
| Eliminati a 1T. 2T. 3T. 4T |
| Non partecipa              |

### Classifica singolare maschile
| Testa di serie | Ranking | Giocatore             | Punti  | Punti da difendere | Punti conquistati | Nuovo punteggio | Situazione                                  |
| -------------- | ------- | --------------------- | ------ | ------------------ | ----------------- | --------------- | ------------------------------------------- |
| 1              | 1       | Rafael Nadal          | 12.500 | 2.000              | 2000              | 12.500          | Vittoria in finale contro Novak Đoković (2) |
| 2              | 2       | Novak Đoković         | 11.850 | 720                | 1200              | 12.330          | Sconfitta in finale contro Rafael Nadal (1) |
| 3              | 3       | Stan Wawrinka         | 5.830  | 360                | 10                | 5.480           | Eliminato al 1T da Guillermo García López   |
| 4              | 4       | Roger Federer         | 5.125  | 360                | 180               | 4.945           | Eliminato al 4T da Ernests Gulbis (18)      |
| 5              | 5       | David Ferrer          | 5.030  | 1.200              | 360               | 4.190           | Eliminato ai QF da Rafael Nadal (1)         |
| 6              | 6       | Tomáš Berdych         | 4.330  | 10                 | 360               | 4.680           | Eliminato ai QF da Ernests Gulbis (18)      |
| n/a            | 7       | Juan Martín del Potro | 4.125  | 0                  | 0                 | 4.125           | Non partecipa per infortunio al polso       |
| 7              | 8       | Andy Murray           | 4.120  | 0                  | 720               | 4.840           | Eliminato in SF da Rafael Nadal (1)         |
| 8              | 9       | Milos Raonic          | 2.975  | 90                 | 360               | 3.245           | Eliminato ai QF da Novak Đoković (2)        |
| 9              | 10      | Kei Nishikori         | 2.815  | 180                | 10                | 2.645           | Eliminato al 1T da Martin Kližan            |
| 10             | 11      | John Isner            | 2.600  | 90                 | 180               | 2.690           | Eliminato al 4T da Tomáš Berdych (6)        |
| 11             | 12      | Grigor Dimitrov       | 2.515  | 90                 | 10                | 2.435           | Eliminato al 1T da Ivo Karlović             |
| 12             | 13      | Richard Gasquet       | 2.445  | 180                | 90                | 2.355           | Eliminato al 3T da Fernando Verdasco (24)   |
| 13             | 14      | Jo-Wilfried Tsonga    | 2.315  | 720                | 180               | 1.775           | Eliminato al 4T da Novak Đoković (2)        |
| 14             | 15      | Fabio Fognini         | 2.155  | 90                 | 90                | 2.155           | Eliminato al 3T da Gaël Monfils (23)        |
| 15             | 16      | Michail Južnyj        | 2.065  | 180                | 45                | 1.930           | Eliminato al 2T da Radek Štěpánek           |
| 16             | 18      | Tommy Haas            | 2.005  | 360                | 10                | 1.655           | Eliminato al 1T da Jürgen Zopp (PR)         |
| 17             | 19      | Tommy Robredo         | 1.900  | 360                | 90                | 1.630           | Eliminato al 3T da John Isner (10)          |
| 18             | 17      | Ernests Gulbis        | 2.050  | 45                 | 720               | 2.725           | Eliminato in SF da Novak Đoković (2)        |
| 19             | 20      | Kevin Anderson        | 1.710  | 180                | 180               | 1.710           | 4T contro David Ferrer (5)                  |
| 20             | 21      | Aleksandr Dolhopolov  | 1.645  | 10                 | 45                | 1.680           | Eliminato al 2T da Marcel Granollers        |
| 21             | 22      | Nicolás Almagro       | 1.620  | 180                | 10                | 1.450           | Eliminato al 1T da Jack Sock                |
| 22             | 23      | Jerzy Janowicz        | 1.510  | 90                 | 90                | 1.510           | Eliminato al 3T da Jo-Wilfried Tsonga (13)  |
| 23             | 28      | Gaël Monfils          | 1.390  | 90                 | 360               | 1.660           | Eliminato ai QF da Andy Murray (7)          |
| 24             | 25      | Fernando Verdasco     | 1.420  | 45                 | 180               | 1.555           | Eliminato al 4T da Andy Murray (7)          |
| 25             | 26      | Marin Čilić           | 1.410  | 90                 | 90                | 1.410           | Eliminato al 3T da Novak Đoković (2)        |
| 26             | 27      | Feliciano López       | 1.395  | 90                 | 45                | 1.350           | Eliminato al 2T da Donald Young             |
| 27             | 29      | Roberto Bautista Agut | 1.330  | 45                 | 90                | 1.375           | Eliminato al 3T da Tomáš Berdych (6)        |
| 28             | 24      | Philipp Kohlschreiber | 1.485  | 180                | 90                | 1.395           | Eliminato al 3T da Andy Murray (7)          |
| 29             | 30      | Gilles Simon          | 1.225  | 180                | 90                | 1.135           | Eliminato al 3T da Milos Raonic (8)         |
| 30             | 31      | Vasek Pospisil        | 1.170  | 35                 | 10                | 1.145           | Eliminato al 1T da Tejmuraz Gabašvili       |
| 31             | 32      | Dmitrij Tursunov      | 1.155  | 45                 | 90                | 1.200           | Eliminato al 3T da Roger Federer (4)        |
| 32             | 33      | Andreas Seppi         | 1.150  | 90                 | 90                | 1.150           | Eliminato al 3T da David Ferrer (5)         |

### Classifica singolare femminile
| Testa di serie | Ranking | Giocatrice               | Punti  | Punti da difendere | Punti conquistati | Nuovo punteggio | Situazione                                   |
| -------------- | ------- | ------------------------ | ------ | ------------------ | ----------------- | --------------- | -------------------------------------------- |
| 1              | 1       | Serena Williams          | 11.590 | 2.000              | 70                | 9.660           | Eliminata al 2T da Garbiñe Muguruza          |
| 2              | 2       | Li Na                    | 7.540  | 100                | 10                | 7.450           | Eliminata al 1T da Kristina Mladenovic       |
| 3              | 3       | Agnieszka Radwańska      | 6.360  | 500                | 130               | 5.990           | Eliminata al 3T da Ajla Tomljanović          |
| 4              | 4       | Simona Halep             | 5.140  | 5                  | 1300              | 6.435           | Sconfitta in finale da Marija Šarapova (7)   |
| n/a            | 5       | Viktoryja Azaranka       | 4.741  | 900                | 0                 | 3.841           | Non partecipa per un infortunio al piede     |
| 5              | 6       | Petra Kvitová            | 4.600  | 160                | 130               | 4.570           | Eliminata al 3T da Svetlana Kuznecova (27)   |
| 6              | 7       | Jelena Janković          | 4.225  | 500                | 240               | 3.865           | Eliminata al 4T da Sara Errani (10)          |
| 7              | 8       | Marija Šarapova          | 4.141  | 1.400              | 2.000             | 4.741           | Vittoria in finale contro Simona Halep (4)   |
| 8              | 9       | Angelique Kerber         | 3.870  | 280                | 240               | 3.830           | Eliminata al 4T da Eugenie Bouchard (18)     |
| 9              | 10      | Dominika Cibulková       | 3.705  | 100                | 130               | 3.735           | Eliminata al 3T da Samantha Stosur (19)      |
| 10             | 11      | Sara Errani              | 3.590  | 900                | 430               | 3.120           | Eliminata ai QF da Andrea Petković (28)      |
| 11             | 12      | Ana Ivanović             | 3.455  | 280                | 130               | 3.305           | Eliminata al 3T da Lucie Šafářová (23)       |
| 12             | 13      | Flavia Pennetta          | 3.259  | 5                  | 70                | 3.324           | Eliminata al 2T da Johanna Larsson           |
| 13             | 14      | Caroline Wozniacki       | 2.790  | 100                | 10                | 2.700           | Eliminata al 1T da Yanina Wickmayer          |
| 14             | 15      | Carla Suárez Navarro     | 2.785  | 280                | 430               | 2.935           | Eliminata ai QF da Eugenie Bouchard (18)     |
| 15             | 19      | Sloane Stephens          | 2.481  | 280                | 240               | 2.441           | Eliminata al 4T da Simona Halep (4)          |
| 16             | 17      | Sabine Lisicki           | 2.556  | 160                | 70                | 2.466           | Eliminata al 2T da Mona Barthel              |
| 17             | 20      | Roberta Vinci            | 2.420  | 280                | 10                | 2.150           | Eliminata al 1T da Pauline Parmentier (WC)   |
| 18             | 16      | Eugenie Bouchard         | 2.640  | 100                | 780               | 3.320           | Eliminata in SF da Marija Šarapova (7)       |
| 19             | 18      | Samantha Stosur          | 2.485  | 160                | 240               | 2.565           | Eliminato al 4T da Marija Šarapova (7)       |
| 20             | 21      | Alizé Cornet             | 2.085  | 160                | 70                | 1.995           | Eliminata al 2T da Taylor Townsend (WC)      |
| 21             | 22      | Kirsten Flipkens         | 2.010  | 100                | 70                | 1.980           | Eliminata al 2T da Julia Glushko             |
| 22             | 23      | Ekaterina Makarova       | 2.005  | 5                  | 130               | 2.130           | Eliminata al 3T da Sloane Stephens (15)      |
| 23             | 24      | Lucie Šafářová           | 1.950  | 5                  | 240               | 2.185           | Eliminata al 4T da Svetlana Kuznecova (27)   |
| 24             | 25      | Anastasija Pavljučenkova | 1.915  | 100                | 70                | 1.885           | Eliminata al 2T da Kiki Bertens (Q)          |
| 25             | 39      | Kaia Kanepi              | 1.312  | 100                | 10                | 1.222           | Eliminata al 1T da Monica Niculescu          |
| 26             | 26      | Sorana Cîrstea           | 1.710  | 160                | 130               | 1.680           | Eliminata al 3T da Jelena Janković (6)       |
| 27             | 28      | Svetlana Kuznecova       | 1.706  | 500                | 430               | 1.636           | Eliminata ai QF da Simona Halep (4)          |
| 28             | 27      | Andrea Petković          | 1.710  | (140)              | 780               | 2.350           | Eliminata in SF da Simona Halep (4)          |
| 29             | 29      | Venus Williams           | 1.531  | 5                  | 70                | 1.596           | Eliminata al 2T da Anna Karolína Schmiedlová |
| 30             | 30      | Klára Koukalová          | 1.490  | 5                  | 10                | 1.495           | Eliminata al 1T da María Teresa Torró Flor   |
| 31             | 31      | Daniela Hantuchová       | 1.461  | 5                  | 130               | 1.586           | Eliminata al 3T da Angelique Kerber (8)      |
| 32             | 32      | Elena Vesnina            | 1.455  | 5                  | 70                | 1.520           | Eliminata al 2T da Ajla Tomljanović          |
| N/A            | 35      | Garbiñe Muguruza         | 1.375  | 100                | 430               | 1.705           | Eliminata ai QF da Marija Šarapova (7)       |

## Punti e distribuzione dei premi in denaro

### Distribuzione dei punti
Di seguito le tabelle per ciascuna competizione, che mostrano i punti validi per il ranking per ogni evento

### Tornei uomini e donne
| Evento              | Vincitore | Finalista | Semifinalista | Quarti di Finale | Quarto turno | Terzo turno | Secondo turno | Primo turno | Qualificato | Turno decisivo qualificazioni | Secondo turno qualificazioni | Primo turno qualificazioni |
| Singolare maschile  | 2000      | 1200      | 720           | 360              | 180          | 90          | 45            | 10          | 25          | 16                            | 8                            | 0                          |
| Doppio maschile     | 2000      | 1200      | 720           | 360              | 180          | 90          | 0             | N.D.        | N.D.        | N.D.                          | N.D.                         | N.D.                       |
| Singolare femminile | 2000      | 1300      | 780           | 430              | 240          | 130         | 70            | 10          | 40          | 30                            | 20                           | 2                          |
| Doppio femminile    | 2000      | 1300      | 780           | 430              | 240          | 130         | 10            | N.D.        | N.D.        | N.D.                          | N.D.                         | N.D.                       |

### Carrozzina
| Evento     | Vincitore | Finalista | Semifinalista | Quarti di finale |
| Singolare1 | 800       | 500       | 375           | 100              |
| Doppio2    | 800       | 500       | 100           | N.D.             |
| Doppio     | 800       | 100       | N.D.          | N.D.             |

### Junior
| Evento              | Vincitore | Finalista | Semifinalista | Quarti di finale | Secondo Turno | Primo turno | Qualificato | Turno decisivo qualificazioni |
| Singolare maschile  | 375       | 270       | 180           | 120              | 75            | 30          | 25          | 20                            |
| Singolare femminile | 375       | 270       | 180           | 120              | 75            | 30          | 25          | 20                            |
| Doppio maschile     | 270       | 180       | 120           | 75               | 45            | N.D.        | N.D.        | N.D.                          |
| Doppio femminile    | 270       | 180       | 120           | 75               | 45            | N.D.        | N.D.        | N.D.                          |

### Premi in denaro
| Evento                  | Vincitore   | Finalista | Semifinalista | Quarti di finale | Quarto turno | Terzo turno | Secondo turno | Primo turno | Q3       | Q2     | Q1     |
| Singolare               | 1 650 000 € | 825 000 € | 412 000 €     | 220 000 €        | 125 000 €    | 72 000 €    | 42 000 €      | 24 000 €    | 11 000 € | 5500 € | 2750 € |
| Doppio*                 | 400 000 €   | 200 000 € | 100 000 €     | 55 000 €         | 31 000 €     | 17 000 €    | 8500 €        | N.D.        | N.D.     | N.D.   | N.D.   |
| Doppio misto*           | 110 000 €   | 55 500 €  | 27 750 €      | 14 000 €         | 7500 €       | 3750 €      | N.D.          | N.D.        | N.D.     | N.D.   | N.D.   |
| Singolare in carrozzina | 22 000 €    | 11 000 €  | 6000 €        | 3500 €           | N.D.         | N.D.        | N.D.          | N.D.        | N.D.     | N.D.   | N.D.   |
| Doppio in carrozzina*   | 7000 €      | 3500 €    | 2100 €        | N.D.             | N.D.         | N.D.        | N.D.          | N.D.        | N.D.     | N.D.   | N.D.   |

* per team